# NHK日田ラジオ中継局
NHK日田ラジオ中継局（エヌエイチケイひたラジオちゅうけいきょく）は大分県日田市にあるAMラジオ放送の中継局である。本局は日田市および周辺の一部地域でのNHK大分ラジオ第1放送の難聴取解消のため設置されたラジオ中継局である。

## 概要
- 中継局名：NHK日田ラジオ中継局
- 所在地：大分県日田市高瀬字銭渕町1995
- 主な受信地域：大分県日田市および周辺の一部地域。

## 送信施設概要
| 放送局名             | 周波数  | 空中線電力 | 放送対象地域 | 放送区域内世帯数 |
| -------------------- | ------- | ---------- | ------------ | ---------------- |
| NHK大分ラジオ第1放送 | 1026kHz | 100W       | 大分県       | -                |